# Джміль альпійський
Джміль альпі́йський (Bombus alpinus) — вид джмелів.

## Опис
Цей джміль має видовжене тіло. Груди і перший тергіт черевця чорні, а решта тергітів черевця помаранчево-коричнева. Матка більша за робочих особин та самців. Альпійського джмеля часто плутають з полярним, але в останнього помаранчево-коричневі волоски з'являються на наступних тергітах.

## Поширення
Альпійський джміль поширений в Альпах на території Австрії, Франції, Німеччині, Румунії і Швейцарії та Скандинавських горах на території Швеції, Норвегії та Фінляндії.

## Біологія
Альпійський джміль поширений у гірських районах. У Скандинавії він є запилювачом, в основному фіолетового ломикаменя, астрагалу альпійського та бартсії альпійської. Клептопаразитом альпійського джмеля є північний джміль.

## Див.також
- Список видів роду джміль